# Lekkoatletyka na Letnich Igrzyskach Paraolimpijskich 2004 – rzut dyskiem kl. F54 mężczyzn
W rzucie dyskiem kl. F54 (zawodnicy na wózkach inwalidzkich) mężczyzn podczas Letnich Igrzysk Paraolimpijskich 2004 rywalizowało ze sobą 11 zawodników.

## Wyniki

### Finał
| Poz. | Zawodnik          | Narodowość                   | Rezultat | Uwagi |
| ---- | ----------------- | ---------------------------- | -------- | ----- |
| 1    | Fan Liang         | Chiny                        | 28.93    | PR    |
| 2    | Efthymios Kalaras | Grecja                       | 28.07    |       |
| 3    | Frantisek Purgl   | Czechy                       | 27.97    |       |
| 4    | Germano Bernardi  | Włochy                       | 25.44    |       |
| 5    | Assadollah Azimi  | Iran                         | 24.15    |       |
| 6    | Janez Hudej       | Słowenia                     | 23.31    |       |
| 7    | Humaid Al Mazam   | Zjednoczone Emiraty Arabskie | 23.10    |       |
| 8    | Georg Tischler    | Austria                      | 22.92    |       |
| 9    | Syamala Raju      | Indonezja                    | 22.87    |       |
| 10   | Luis Zepeda       | Meksyk                       | 20.92    |       |
| 11   | Hubertus Brauner  | Niemcy                       | 19.73    |       |